# Alpha-2-macroglobuline
Pour les articles homonymes, voir A2M.
L'alpha-2-macroglobuline ou α2-macroglobuline, encore dénommée macroglobuline alpha-2 ou abrégée en A2M, est une protéine du plasma sanguin appartenant au groupe des glycoprotéines. Elle intervient notamment dans le processus fibrinolytique.

## Description et physiologie
Glycoprotéine de grande taille, l'alpha-2 macroglobuline (A2M) joue aussi un rôle de transporteur et d'inhibiteur de protéase, ce qui lui donne une importance non négligeable dans le contrôle de la fibrinolyse.

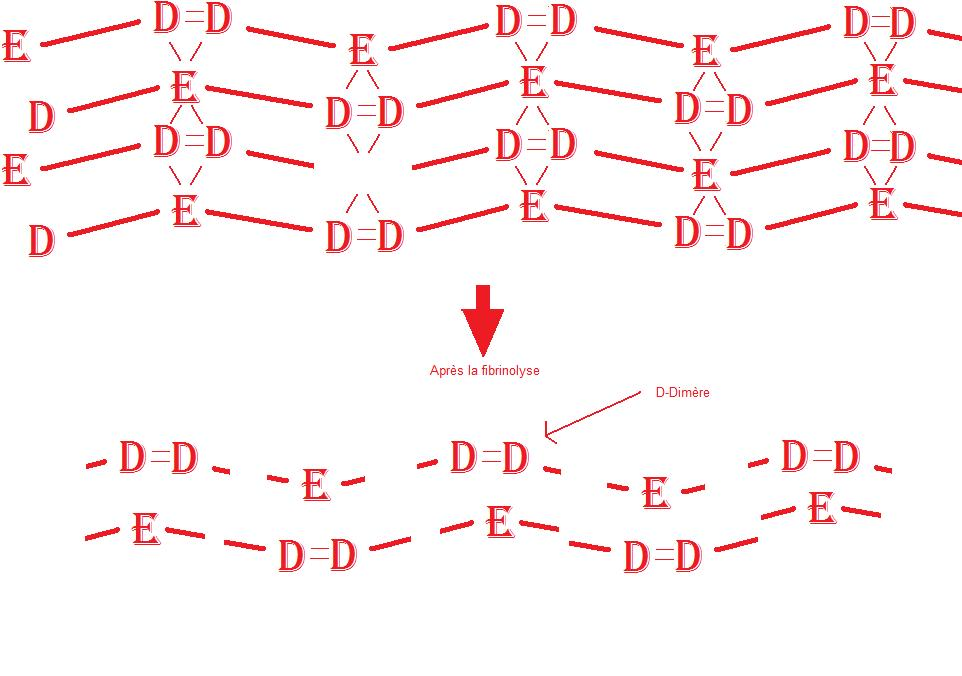
La fibrinolyse (processus chimique)

Protéine de l'inflammation synthétisée par le foie, elle voit son taux sanguin s'accroître en cas de fibrose: en effet, l'alpha-2 macroglobuline est alors engendrée en excès par action de cellules spécifiques hépatiques, les cellules étoilées, pendant le développement de la fibrose. Ceci entraîne un accroissement de la production de collagène conjointement à une réduction de la dégradation de ce dernier par les collagénases.
Chez l'adulte en bonne santé, le taux d'A2M se situe en général entre 1,5 et 3,5 g/l (taux indicatif),.

## Intérêt clinique, médical et scientifique
L'A2M, protéine de la classe des alpha-2 globulines, de masse moléculaire 725 kDa, produite par les hépatocytes, étant l'inhibiteur de protéase le plus polyvalent du plasma, bénéficie, en raison de ses dimensions, d'un taux de concentration plasmatique qui permet de diagnostiquer une atteinte du filtrage glomérulaire rénal. L'alpha-2 macroglobuline neutralise ainsi les protéases jouant un rôle dans l'hémostase, notamment les systèmes de type fibrinolytique. Elle se montre très réactive avec les enzymes de la classe des métalloprotéinases comme les collagénases ou la stromélysine, réduisant par là les effets de renouvellement de la matrice extracellulaire. L'A2M constitue ainsi un critère de choix du Fibrotest auquel on fait appel usuellement afin de préciser l'index de fibrose hépatique et de maîtriser par ce biais la fréquence du recours aux biopsies du foie chez les sujets souffrant d'hépatite C de manière chronique.
Outre cela, au stade inflammatoire, l'A2M permet l'inactivation et l'épuration des sérines protéases par les macrophages. Elle joue un rôle au sein de l'ensemble des inhibiteurs physiologiques de la coagulation en neutralisant la thrombine et la kallicréine. Elle contribuerait  enfin au transport de l'insuline. Son dosage sanguin augmente au cours des syndromes néphrotiques et durant la grossesse.

## Symptomatologie et pathologie
Comme pour toute alpha-2 globuline, certaines pathologies ou certains dysfonctionnements se trahissent par la variation du taux sanguin de l'A2M.
Une diminution du taux sanguin de l'A2M est ainsi sensible lors d'un déficit congénital en haptoglobine, d'une hémolyse intra-vasculaire,  d'une insuffisance hépatique, d'un état sévère de dénutrition, de fuites digestives et tout particulièrement rénales, ou encore lors d'une septicémie, en cas de pancréatite sévère ou à la suite d'une intervention chirurgicale d'importance.
Un accroissement du taux d'A2M est en revanche observable dans les syndromes néphrotiques, les syndromes inflammatoires, mais aussi les cirrhoses du foie et le diabète. Quant au rapport A2M/albumine, un résultat élevé révèle une hématurie post-rénale.

## Applications et mécanismes physiologiques
L'application majeure de l'αlpha-2 macroglobuline réside à l'évidence avant tout dans l'investigation et la détermination  d'un syndrome néphrotique. En effet,  l'augmentation subséquente, dans ce cas précis, d'une telle protéine dans le sang, se trahit très nettement : étant donné ses dimensions considérables, elle n'est pas susceptible de filtrage par les glomérules. En outre, sa production s'accroît, ce qui permet -en partie- de compenser la diminution de la pression oncotique causée par la carence en albumine.
Il est enfin à noter que l'imprégnation œstrogénique, tout comme diverses atteintes hépatiques, se traduisent par un accroissement limité de l’A2M.

## Éléments bibliographiques
- « article: macroglobuline », dans Collectif, Larousse médical, Paris, Larousse, 2006, 1218 p. (ISBN 9782035604255, lire en ligne), p. 595
- (en) Sottrup-Jensen L, Stepanik TM, Kristensen T, Wierzbicki DM, Jones CM, Lønblad PB et al., « Primary structure of human alpha 2-macroglobulin. V. The complete structure. », J Biol Chem, no 259,‎ 1984, p. 13
- (en) Armstrong PB et Quigley JP, « Alpha2-macroglobulin: an evolutionarily conserved arm of the innate immune system », Dev. Comp. Immunol., no 23,‎ 1999, p. 4-5